# Slovenija na Svetovnem prvenstvu v hokeju na ledu 2006
Slovenija na Svetovnem prvenstvu v hokeju na ledu 2006 je bila na začetku prvenstva razporejena v Skupino A Elitne divizije (skupaj s Češko, Finsko in Latvijo). Z dvema osvojenima točkama je Slovenija izpadla iz elitne skupine in je leta 2007 nastopala v diviziji I.

## Člani reprezentance
- Selektor: František Vyborny

| Pol. | Št. | Igralec           | Starost (rojstni dan)       | Klub               |
| ---- | --- | ----------------- | --------------------------- | ------------------ |
| GK   | 20  | Andrej Hočevar    | 21 let (21. november 1984)  | HDD ZM Olimpija    |
| GK   | 30  | Gaber Glavič      | 28 let (11. marec 1978)     | HK Acroni Jesenice |
| GK   | 33  | Robert Kristan    | 23 let (4. april 1983)      | HK Acroni Jesenice |
| D    | 3   | Robert Ciglenečki | 31 let (14. julij 1974)     | SG Cotina          |
| D    | 6   | Boštjan Groznik   | 23 let (3. julij 1982)      | HDD ZM Olimpija    |
| D    | 7   | Mitja Sotlar      | 26 let (17. oktober 1979)   | HK Acroni Jesenice |
| D    | 17  | Jurij Goličič     | 25 let (6. april 1981)      | HK Acroni Jesenice |
| D    | 27  | Jakob Milovanovič | 22 let (18. marec 1984)     | HC Briançon        |
| D    | 28  | Aleš Kranjc       | 24 let (29. julij 1981)     | HK Acroni Jesenice |
| D    | 47  | Mitja Robar       | 23 let (4. januar 1983)     | HDD ZM Olimpija    |
| F    | 9   | Tomaž Razingar    | 27 let (25. april 1979)     | HK Acroni Jesenice |
| F    | 10  | Dejan Varl        | 32 let (3. julij 1973)      | HK Acroni Jesenice |
| F    | 12  | David Rodman      | 22 let (10. september 1983) | HK Acroni Jesenice |
| F    | 13  | Anže Kopitar      | 18 let (24. avgust 1987)    | Södertalje SK      |
| F    | 14  | Dejan Kontrec     | 36 let (23. januar 1970)    | HK Slavija         |
| F    | 15  | Egon Murič        | 24 let (15. januar 1982)    | HDD ZM Olimpija    |
| F    | 18  | Tomo Hafner       | 25 let (19. julij 1980)     | HK Acroni Jesenice |
| F    | 21  | Jaka Avgustinčič  | 29 let (27. november 1976)  | HK Slavija         |
| F    | 22  | Marcel Rodman     | 24 let (25. september 1981) | HK Acroni Jesenice |
| F    | 24  | Anže Terlikar     | 25 let (30. november 1980)  | HK Acroni Jesenice |
| F    | 42  | Mitja Šivic       | 26 let (1. oktober 1979)    | HDD ZM Olimpija    |
| F    | 74  | Rok Pajič         | 20 let (26. september 1985) | HC Liberec         |
| F    | 42  | Mitja Šivic       | 27 let (25. junij 1978)     | HK Acroni Jesenice |
| F    | 84  | Andrej Hebar      | 21 let (7. september 1984)  | HK Slavija         |

## Tekme

### Predtekmovanje
| 5. maj 2006 | Slovenija | 3–5 | Finska | Riga Arena |

| Poročilo tekme      | Poročilo tekme                                                   | Poročilo tekme | Poročilo tekme | Poročilo tekme |
| ------------------- | ---------------------------------------------------------------- | -------------- | --- | -------------- |
| Začetek: ni podatka | A. Kranjc 07:10 (PP) A. Kopitar 14:41 (PP) A. Kopitar 27:21 (PP) |                | T. Kallio 17:07 (PP) A. Miettinen 25:03 (PP) S. Bergenheim 37:44 (ES) T. Kallio 41:56 (PP) M. Lehtonen 53:16 (PP) |                |

| 7. maj 2006 | Slovenija | 4–5 | Češka | Riga Arena |

| Poročilo tekme      | Poročilo tekme                                                                       | Poročilo tekme | Poročilo tekme                                                                                                 | Poročilo tekme |
| ------------------- | ------------------------------------------------------------------------------------ | -------------- | --- | -------------- |
| Začetek: ni podatka | E. Murič 14:13 (ES) M. Sotlar 20:24 (PP) A. Kranjc 34:54 (ES) T. Razingar 59:59 (ES) |                | T. Plekanec 01:09 (ES) J. Balastik 03:04 (PP) M. Erat 10:35 (PP) Z. Michalek 13:23 (PP) Z. Michalek 24:28 (PP) |                |

| 9. maj 2006 | Slovenija | 1–5 | Latvija | Riga Arena |

| Poročilo tekme      | Poročilo tekme      | Poročilo tekme | Poročilo tekme | Poročilo tekme |
| ------------------- | ------------------- | -------------- | --- | -------------- |
| Začetek: ni podatka | M. Šivic 05:35 (ES) |                | A. Semjonovs 24:15 (ES) M. Cipulis 28:20 (ES) A. Jerofejevs 29:51 (PP) L. Tambijevs 37:51 (ES) H. Vasiļjevs 50:06 (PP2) |                |

### Boj za obstanek
| 12. maj 2006 | Slovenija | 3–3 | Danska | Riga Arena |

| Poročilo tekme      | Poročilo tekme                                                   | Poročilo tekme | Poročilo tekme                                                 | Poročilo tekme |
| ------------------- | ---------------------------------------------------------------- | -------------- | -------------------------------------------------------------- | -------------- |
| Začetek: ni podatka | T. Razingar 24:50 (PP) A. Kranjc 40:23 (PP) M. Sotlar 57:59 (ES) |                | M. Dahlmann 01:38 (PP) K. Staal 08:43 (PP) K. Staal 25:12 (PS) |                |

| 13. maj 2006 | Slovenija | 0–5 | Kazahstan | Riga Arena |

| Poročilo tekme      | Poročilo tekme | Poročilo tekme | Poročilo tekme | Poročilo tekme |
| ------------------- | -------------- | -------------- | --- | -------------- |
| Začetek: ni podatka |                |                | R. Starčenko 06:09 (ES) A. Pčeljakov 07:48 (ES) A. Litvinenko 27:10 (PP) R. Starchenko 29:56 (ES) V. Krasnoslabotsev 32:11 (ES) |                |

| 15. maj 2006 | Slovenija | 3–3 | Italija | Riga Arena |

| Poročilo tekme      | Poročilo tekme                                                   | Poročilo tekme | Poročilo tekme                                                         | Poročilo tekme |
| ------------------- | ---------------------------------------------------------------- | -------------- | ---------------------------------------------------------------------- | -------------- |
| Začetek: ni podatka | A. Kranjc 05:01 (PP) A. Kopitar 22:03 (ES) D. Kontrec 25:25 (ES) |                | L. Ansoldi 27:26 (ES) L. Ansoldi 44:35 (ES) M. Strazzabosco 58:21 (ES) |                |

## Statistika hokejistov

### Vratarji
| #  | Vratar         | OT | OTI | OMIN | PG | PGT  | OUS   | KM |
| -- | -------------- | -- | --- | ---- | -- | ---- | ----- | -- |
| 20 | Andrej Hočevar | 6  | 0   | 0    | 0  | -    | -     | 0  |
| 30 | Gaber Glavič   | 6  | 1   | 13   | 4  | 4,00 | 63,64 | 0  |
| 33 | Robert Kristan | 6  | 6   | 346  | 22 | 3,67 | 88,72 | 0  |

### Drsalci
| #  | Hokejist          | OT | DG | DP | TOČ | KM | +/- | ZG | GIV | GIM | SNG |
| -- | ----------------- | -- | -- | -- | --- | -- | --- | -- | --- | --- | --- |
| 3  | Robert Ciglenečki | 6  | 0  | 0  | 0   | 10 | -2  | 0  | 0   | 0   | 6   |
| 6  | Boštjan Groznik   | 6  | 0  | 0  | 0   | 2  | -1  | 0  | 0   | 0   | 1   |
| 7  | Mitja Sotlar      | 6  | 2  | 1  | 3   | 4  | -3  | 0  | 1   | 0   | 5   |
| 9  | Tomaž Razingar    | 6  | 2  | 4  | 6   | 2  | -3  | 0  | 1   | 0   | 20  |
| 10 | Dejan Varl        | 6  | 0  | 0  | 0   | 4  | -2  | 0  | 0   | 0   | 2   |
| 12 | David Rodman      | 6  | 0  | 0  | 0   | 16 | -2  | 0  | 0   | 0   | 6   |
| 13 | Anže Kopitar      | 6  | 3  | 6  | 9   | 2  | -2  | 0  | 2   | 0   | 9   |
| 14 | Dejan Kontrec     | 4  | 1  | 0  | 0   | 4  | +1  | 0  | 0   | 0   | 4   |
| 15 | Egon Murič        | 6  | 1  | 0  | 0   | 4  | 0   | 0  | 0   | 0   | 2   |
| 17 | Jurij Goličič     | 6  | 0  | 0  | 0   | 10 | -1  | 0  | 0   | 0   | 4   |
| 18 | Tomo Hafner       | 6  | 0  | 1  | 1   | 4  | -1  | 0  | 0   | 0   | 3   |
| 19 | Uroš Vidmar       | 6  | 0  | 1  | 1   | 12 | 0   | 0  | 0   | 0   | 11  |
| 21 | Jaka Avgustinčič  | 6  | 0  | 0  | 0   | 2  | 0   | 0  | 0   | 0   | 8   |
| 22 | Marcel Rodman     | 6  | 0  | 4  | 4   | 6  | -6  | 0  | 0   | 0   | 7   |
| 24 | Anže Terlikar     | 5  | 0  | 0  | 0   | 2  | -1  | 0  | 0   | 0   | 0   |
| 27 | Jakob Milovanovič | 1  | 0  | 0  | 0   | 0  | 0   | 0  | 0   | 0   | 0   |
| 28 | Aleš Kranjc       | 6  | 4  | 2  | 2   | 10 | 0   | 0  | 3   | 0   | 20  |
| 37 | Mitja Robar       | 6  | 0  | 0  | 0   | 25 | -4  | 0  | 0   | 0   | 4   |
| 42 | Mitja Šivic       | 6  | 1  | 0  | 0   | 2  | 1   | 0  | 0   | 0   | 13  |
| 74 | Rok Pajič         | 1  | 0  | 0  | 0   | 0  | 0   | 0  | 0   | 0   | 0   |
| 78 | Luka Žagar        | 6  | 0  | 1  | 1   | 2  | 1   | 0  | 0   | 0   | 5   |
| 82 | Andrej Hebar      | 6  | 0  | 0  | 0   | 2  | 0   | 0  | 0   | 0   | 6   |